# 3711 Елленсбург
3711 Елленсбург (3711 Ellensburg) — астероїд головного поясу, відкритий 31 серпня 1983 року.
Тіссеранів параметр щодо Юпітера — 3,338.